# Ferdinand Elle
Ferdinand Elle ou Helle dit L'Ancien (Malines, vers 1580 - Paris, 1637), est un peintre d'origine flamande actif à Paris de 1601 à 1637. Il crée un atelier familial à Paris où deux générations lui succèdent.

## Biographie
Arrivé jeune à Paris dès 1601 où il loge rue de Seine, il devient peintre ordinaire de Louis XIII, et exécute des portraits. Il serait l'un des maîtres de Nicolas Poussin. Presque aucune de ses œuvres ne nous est parvenue. On lui attribue un Portrait d'Henri de Lorraine, marquis de Mouy (1631, Reims, musée des Beaux-Arts) et le Portrait de Marguerite Maillet (1627, Boston, Museum of Fine Arts). En 1609, il est payé 400 livres pour la réalisation d'un grand tableau des prévôts des marchands, des échevins, des procurateurs et des greffiers. Il réalise également des peintures murales à Saint-Eustache. On lui attribue depuis peu un Saint Sébastien (Porto Rico, musée Ponce) et Le Bon Samaritain (Nancy, musée des Beaux-Arts). André Félibien le cite dans son ouvrage de 1679 : « Ferdinand Elle de Malines estoit aussi alors en réputation pour les Portraits. Il a laissé deux fils, Louis Ferdinand Elle et Pierre aussi peintres ».
Il est également l'auteur d'une série de six grandes toiles sur le thème de la Nourriture céleste (vers 1620 - 1630, Paris, église Notre-Dame-des-Blancs-Manteaux) :
- Samson trouvant du miel dans la gueule du lion
- Élie nourri par l'ange
- Abraham et Melchisédech
- La Récolte de la manne
- Moïse frappant le rocher
- David et le prêtre Achimélech

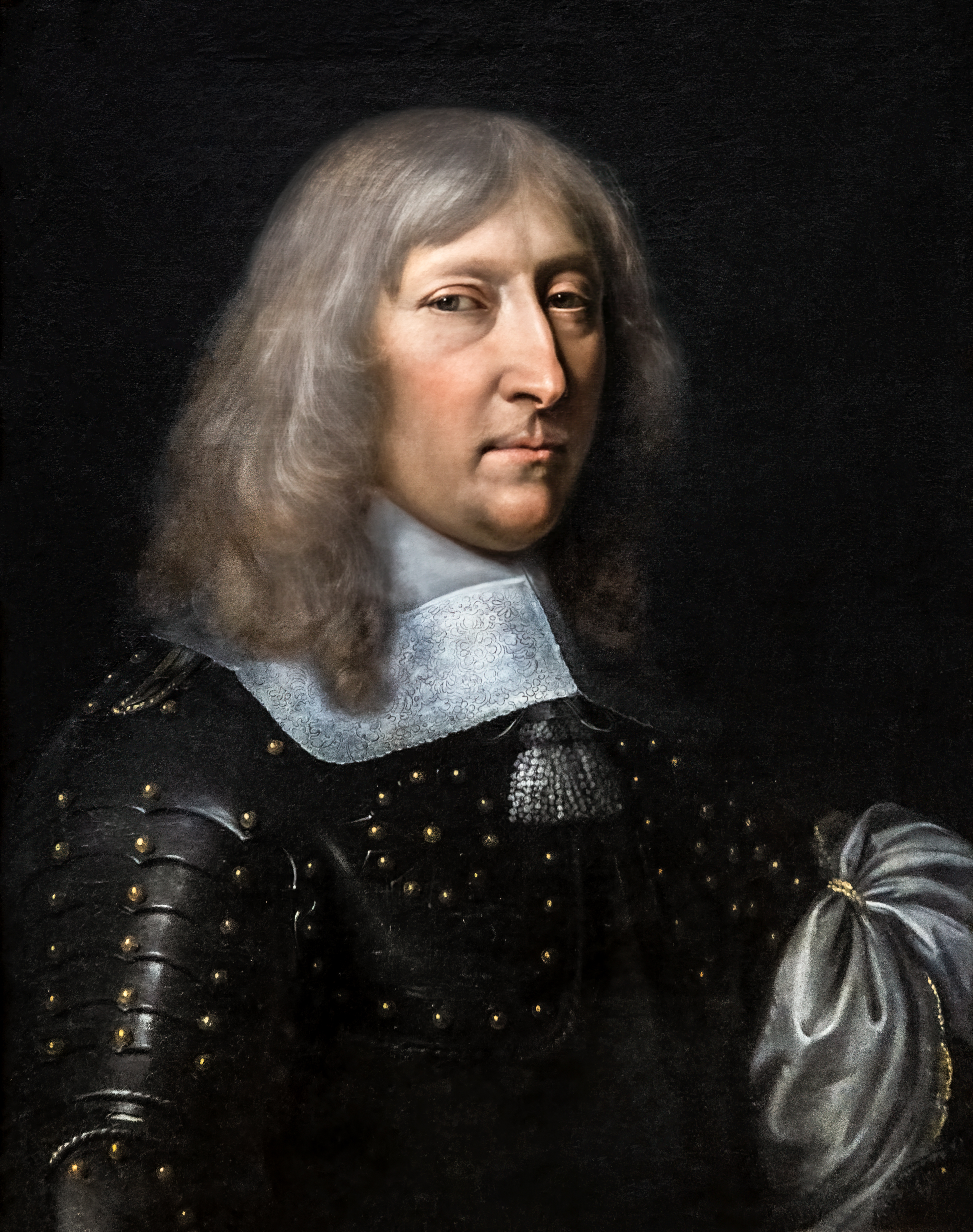
Portrait d'homme - Musée des Beaux-Arts de Narbonne
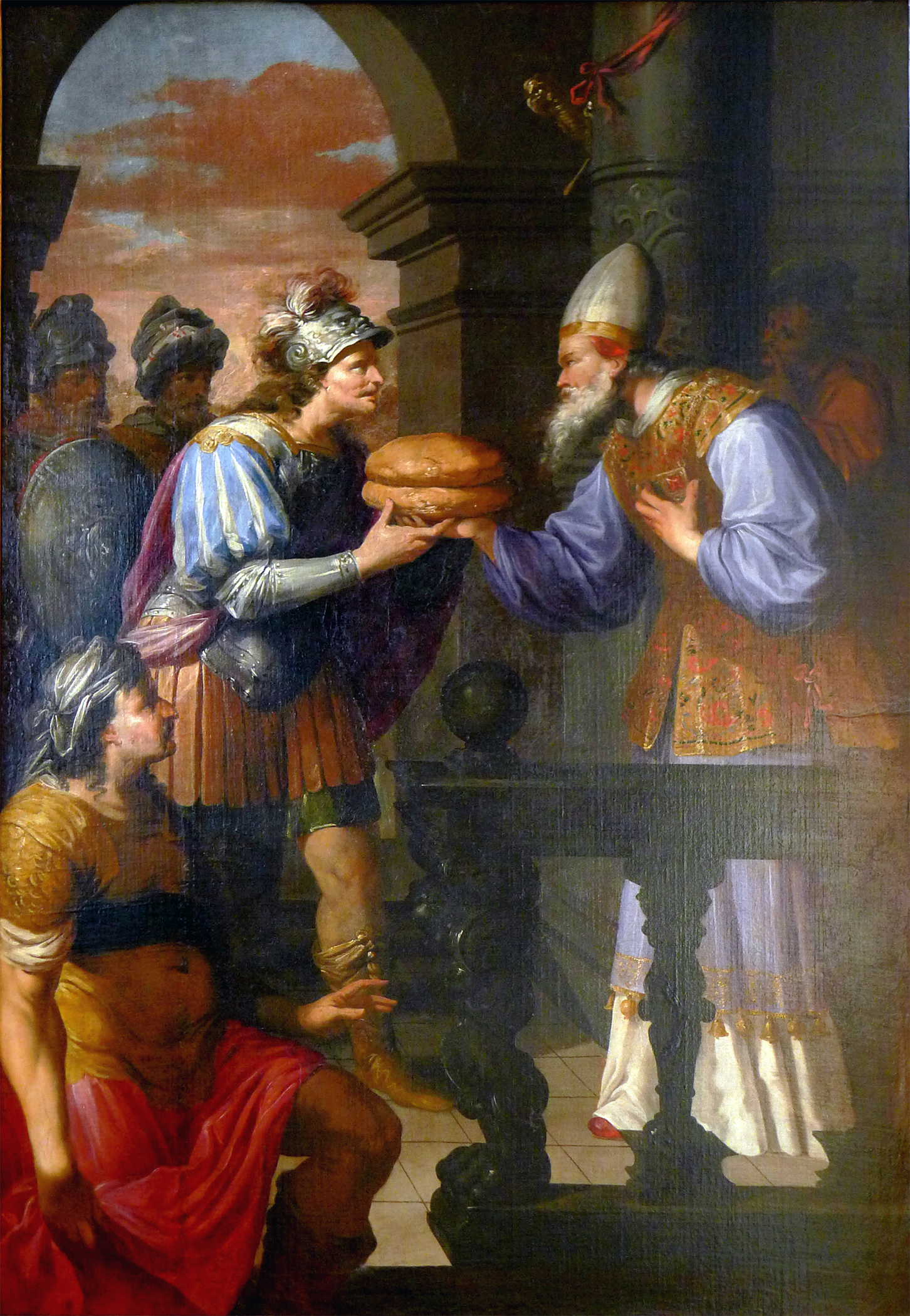
David et le prêtre Achimélech.
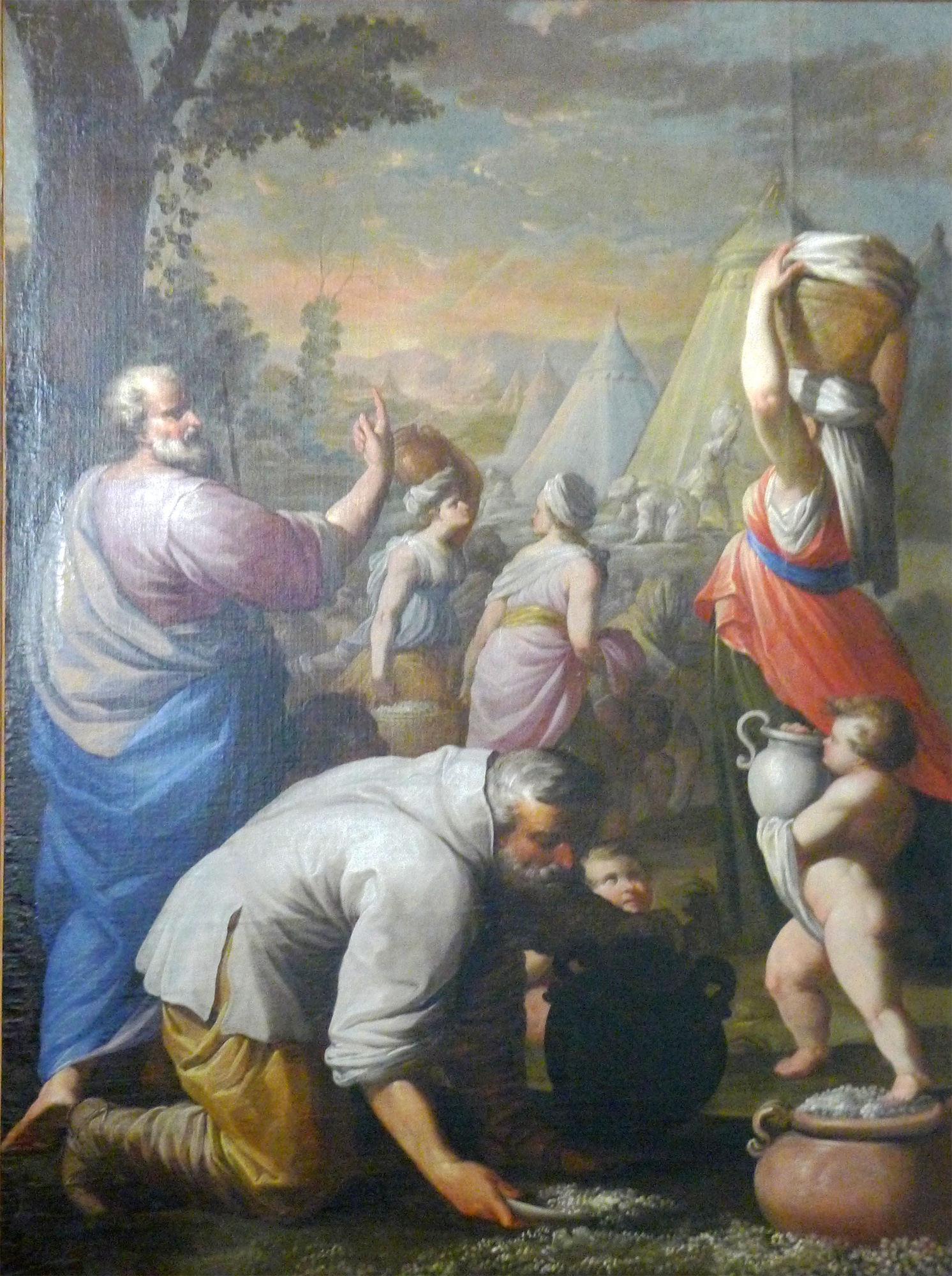
La récolte de la manne.